# Guy Le Bouteillier
Guy Le Bouteillier, né vers 1390 et décédé à La Roche-Guyon en 1438, chevalier, seigneur de La Vieuville, de la Bouteillerie et de La Roche-Guyon, issu d'une famille noble de moyenne extraction du pays de Caux en Normandie, fut un capitaine au service des Bourguignons puis des Anglais pendant la guerre de Cent Ans. 

## Biographie

### Carrière

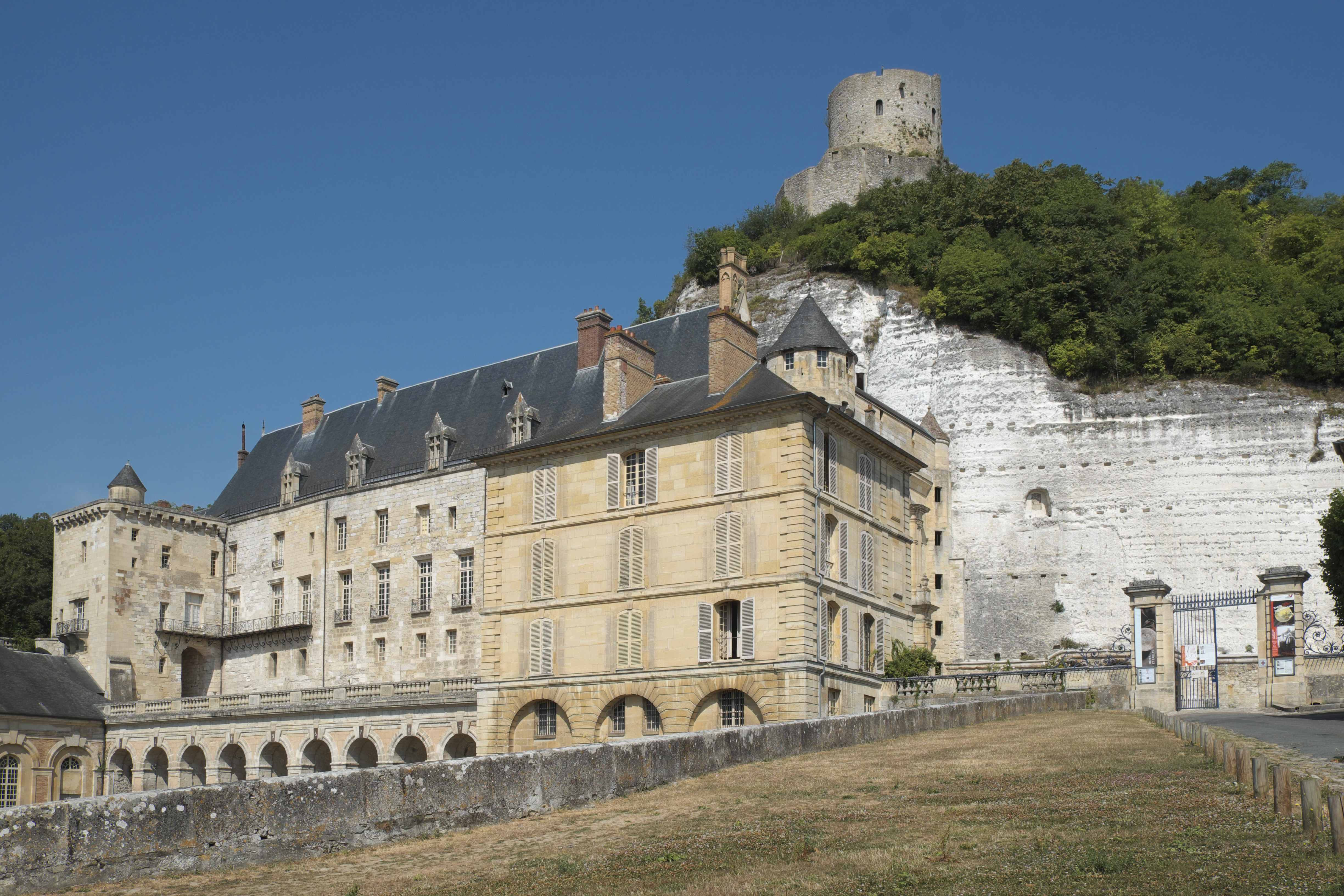
Château de La Roche-Guyon

Au service de Jean sans Peur, duc de Bourgogne dont il fut chambellan, dès 1413, il est capitaine de Dieppe (1417) puis capitaine de Rouen (1418). Il capitule devant Henri V d'Angleterre qui prend Rouen le 13 janvier 1419. Guy Le Bouteillier se rallie alors à Henri V qui lui laisse le capitanat de Rouen. Il participe ensuite au siège de La Roche-Guyon sous le comte de Warwick et contribue fortement à la chute de la forteresse en proposant de la saper en passant par les caves proches des murailles pour les miner. En récompense, il devient châtelain et gouverneur de La Roche-Guyon (don confirmé le 20 mars 1420) par la volonté d'Henri V. Ce dernier propose à Perrette de La Rivière, veuve de Guy VI de La Roche-Guyon, tué en 1415 à la bataille d'Azincourt, d'épouser Guy Le Bouteillier et de déshériter ses enfants issus du mariage précédent, elle refuse et rejoint Charles VII à Bourges. Il est "Garde de Paris" pour le Duc de Bedford régent pour Henri VI d'Angleterre en 1422. Par un acte pris au Château Gaillard à Endelys-sur-Seine 29 avril 1423, Jean de Lancastre lui donne l'hôtel de Nesle
Il prend part au siège d'Orléans comme commissaire aux montres et intendant au service des Anglais.
Il assiège Saint-Valéry-sur-Somme sous le commandement de Pierre Ier de Luxembourg-Saint-Pol pendant trois semaines; la place capitula le 24 août 1433.
En 1435, il est l'émissaire d'Henri VI auprès du duc de Bourgogne Philippe le Bon lors des négociations du traité d'Arras.
Il s'installe au château de La Roche-Guyon en 1436 et y meurt en 1438, laissant son épouse Catherine de Gavre d'Escornaix et quatre enfants mineurs.

### Dans les arts
Un manuscrit du Livre du Chastel de Labour, roman moraliste en vers, destiné à de jeunes «bacheliers » célibataires à la veille du mariage, écrit au plus tard vers 1370 par Jacques ou Jean Bruyant, et ayant appartenu à Guy Le Bouteillier, est conservé à la Free Library de Philadelphie aux États-Unis à la suite de la donation de la famille Widener (en) en 1944. Guy Le Bouteillier était le commanditaire de ce manuscrit comme l'attestent ses armes reproduites plusieurs fois dans le manuscrit dont les enluminures furent certainement réalisées par le maître de Fastolf, sans doute dans l'atelier du maître de Bedford. Elles sont d'une telle précision que l'on peut affirmer que l'artiste connaissait le site de La Roche-Guyon.

### Sources
- Mémoires de Pierre de Fénin, comprenant le récit des événements qui se sont passés en France et en Bourgogne sous les règnes de Charles VI et Charles VII. (1407-1427), Nouvelle édition, publiée d’après un manuscrit, en partie inédit, de la Bibliothèque royale, avec annotations et éclaircissements, par Mlle Dupont, 1837
- Chronique d'Enguerrand de Monstrelet, publiée pour la Société de l'histoire de France par L. Douët-d'Arcq, en deux livres, avec pièces justificatives 1400-1444. Paris, Renouard, 1857-1862, 6 tomes
- Chronique du Religieux de Saint-Denys, contenant le règne de Charles VI, de 1380 à 1422, publiée en latin pour la première fois et traduite par M. Louis-François Bellaguet, précédée d'une introduction de M. de Barante, Collection des documents inédits sur l'histoire de France, Paris, chez Crapelet, 1839-1852, 6 vol.
- Jacques (ou Jean) Bruyant, Le Livre du Chastel de Labour, ou La voie de l’Adresse de Povreté et de Richesse, manuscrit en parchemin, The Free Library of Philadelphia, Rare Books Department, ms. Widener 1., Publication en fac-similé : König-Bartz 2005